# ジェラール男爵美術館
ジェラール男爵美術館(Musée Baron Gérard)は、フランスのバイユーにある美術館である。

## 沿革
美術館の建物は、かつてバイユーの司教の宮殿で、1793年のフランス革命の後、美術館となった。かつてはバイユー美術館と呼ばれていたが 1957年に、画家、フランソワ・ジェラール(1770-1837)の甥で、1840年から1849年まで美術館の館長を務め、収蔵品の寄贈も行ったアンリ・ジェラール(Henri Gérard:1818-1903)を記念して現在の名前に改名された。

## コレクション
絵画だけでなく家具や地元の産業製品なども扱っている。

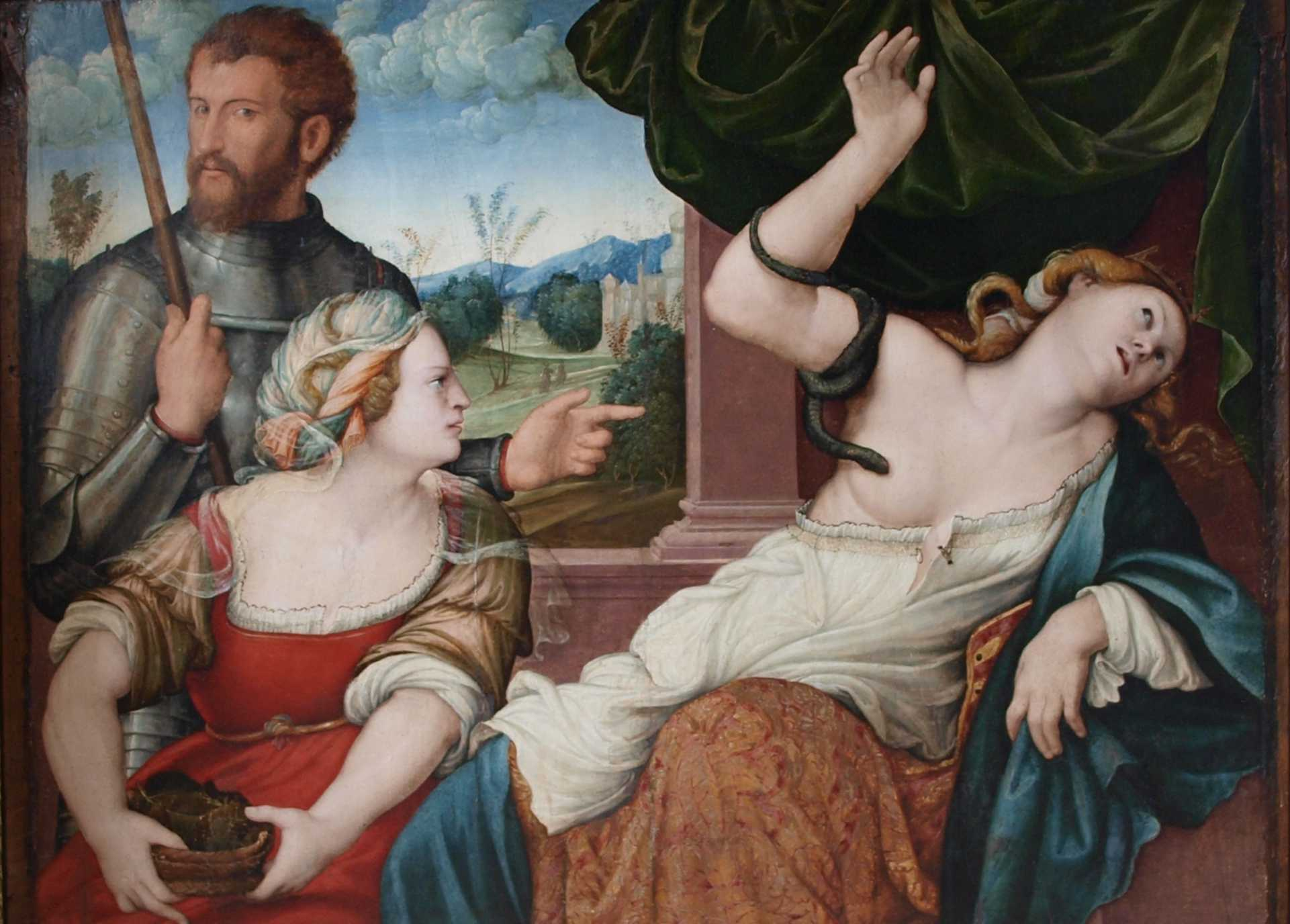
Marchesi da Cotignola, La Mort de Cléopâtre, (16世紀) Girolamo Marchesi
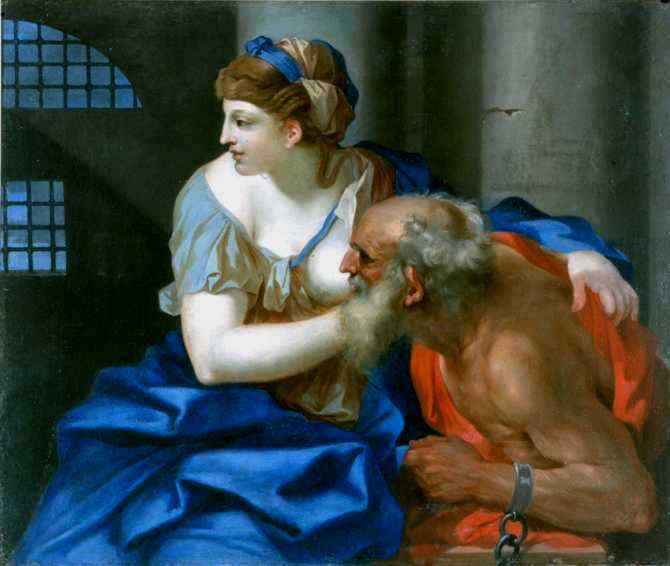
セバスチャン・ブルドン, Charité romaine (17世紀)
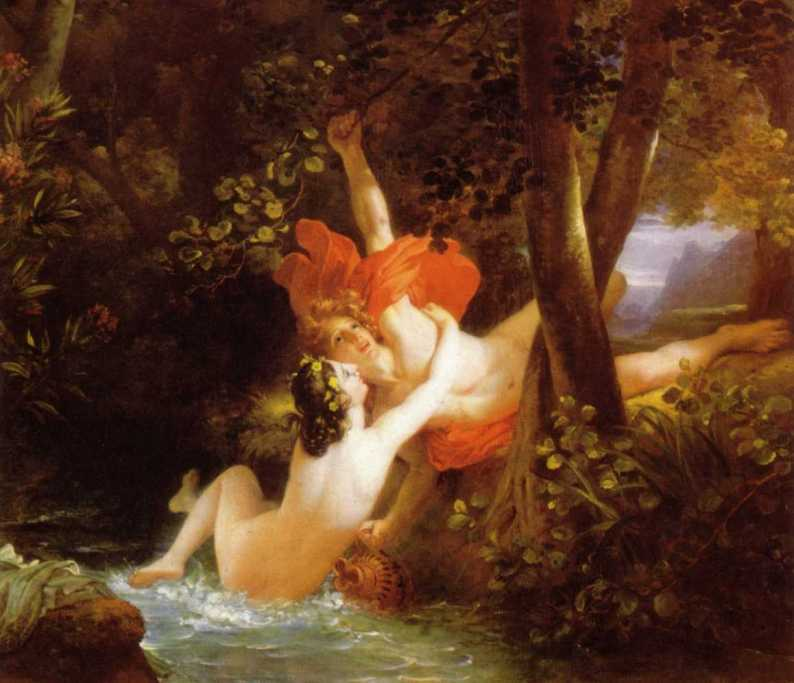
フランソワ・ジェラール, Hylas et la Nymphe
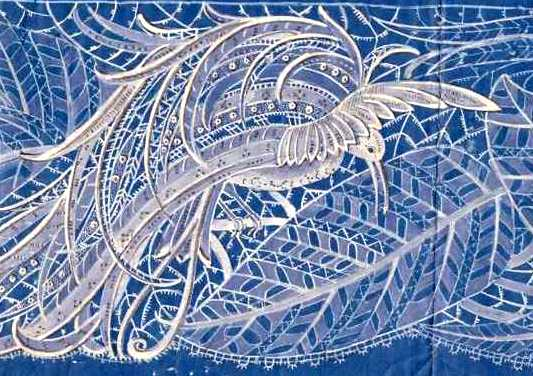
Maison dentellière Lefébure, dessin préparatoire (1900)
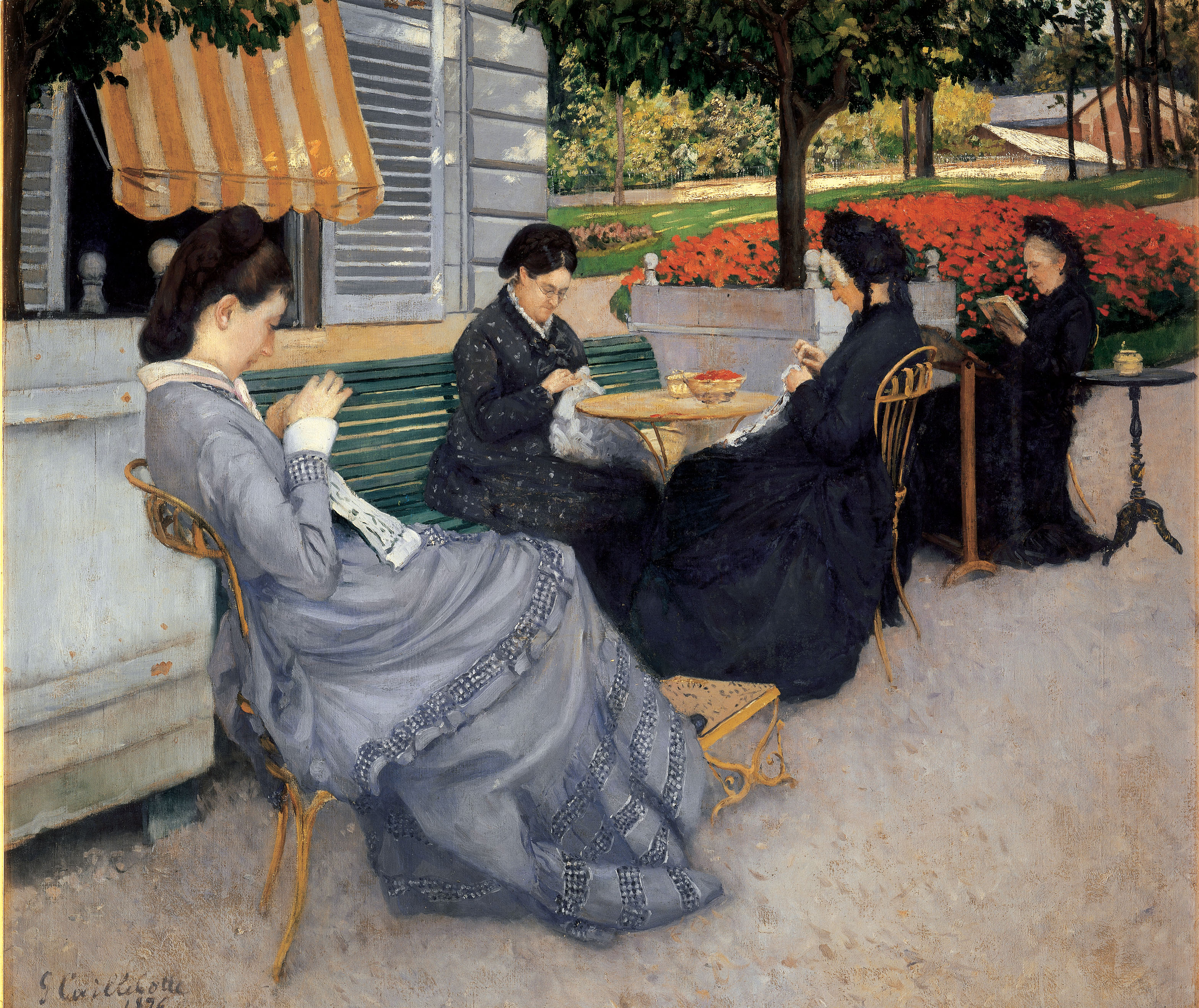
ギュスターヴ・カイユボット (1876), 『田舎の肖像』(Portraits à la campagne)
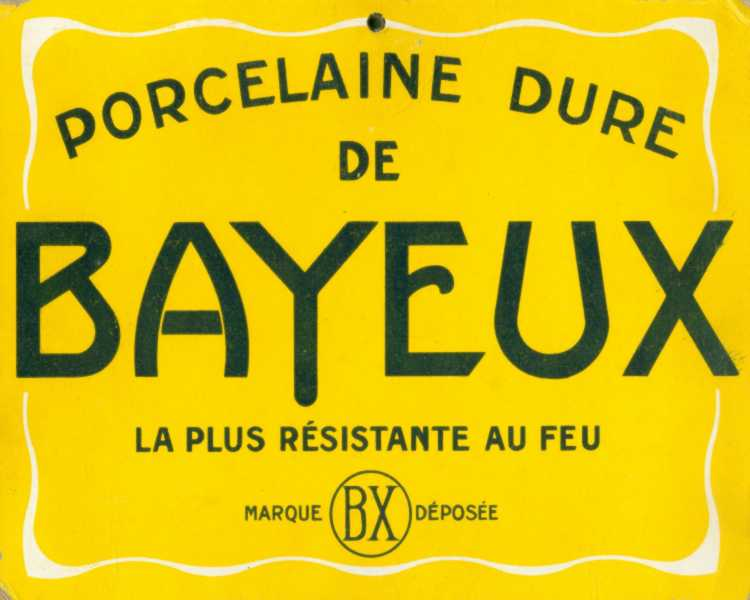
Plaque publicitaire de la manufacture de porcelaine de Bayeux (1930)